# Gāosēngzhuàn
Il Gāosēngzhuàn (高僧傳; resa in Wade-Giles  Kao seng chuan; in giapponese Kōsō den; in coreano: 고승전,  Kosŭng chŏn; lett. "Memorie (biografie) di monaci eminenti"; al T.D. 2059; anche 梁高僧傳 Liáng gāosēngzhuàn: "Biografie di monaci eminenti [compilata durante la dinastia] Liang") è un'opera redatta in quattordici fascicoli dal monaco buddista cinese Huìjiǎo (慧皎, 497-554), che riporta quelle biografie di importanti monaci buddisti, non solo cinesi, vissuti in Cina tra il 67 al 519.
L'ultimo fascicolo, il XIV, comprende sia l'indice che la prefazione all'opera redatte dallo stesso Huìjiǎo, laddove il dotto monaco afferma esplicitamente di voler superare le analoghe biografie già pubblicate a suo tempo dove, tuttavia, queste si limitavano a vere e proprie agiografie prive come erano anche degli aspetti negativi della vita dei monaci biografati. Per questa ragione l'opera di Huìjiǎo è ritenuta particolarmente attendibile dagli studiosi.
L'opera raccoglie 257 biografie principali e 243 biografie aggiunte.
Le biografie sono così raccolte:
- 譯經科, yìjīngkē (I-III fascc.): sezione dei traduttori di opere;
- 義解科, yìjiěkē (IV-VIII fascc.): sezione degli esegeti;
- 神異科, shényìkē (IX-X fascc.): sezione dei taumaturghi;
- 修禪科, xiūchánkē (XI fasc.): sezione dei praticanti la meditazione;
- 明律科,  mínglǜkē (XI fasc.): sezione dei maestri del vinaya
- 亡身科, wángshēnkē (XII fasc.): sezione di coloro che immolarono il proprio corpo;
- 誦經科,  sòngjīngkē (XII fasc.): sezione dei cantori dei sūtra;
- 興福科, xīngfúkē (XIII fasc.): sezione dei benefattori
- 經師科,  jīngshīkē (XIII fasc.): sezione degli innografi;
- 昌導科, chāngdǎokē (XIII fasc.): sezione dei predicatori.

Il prosieguo di questa opera è lo Xùgāosēngzhuàn (續高僧傳) di Dàoxuān (道宣, 596-667).